# Écosse au Moyen Âge central
Pour un article plus général, voir Histoire de l'Écosse.
L’histoire de l’Écosse au Moyen Âge concerne la période allant de la mort de Domnall II en 900 apr. J.-C. à celle du roi Alexandre III en 1286, laquelle mène indirectement aux guerres d’indépendance de l’Écosse.

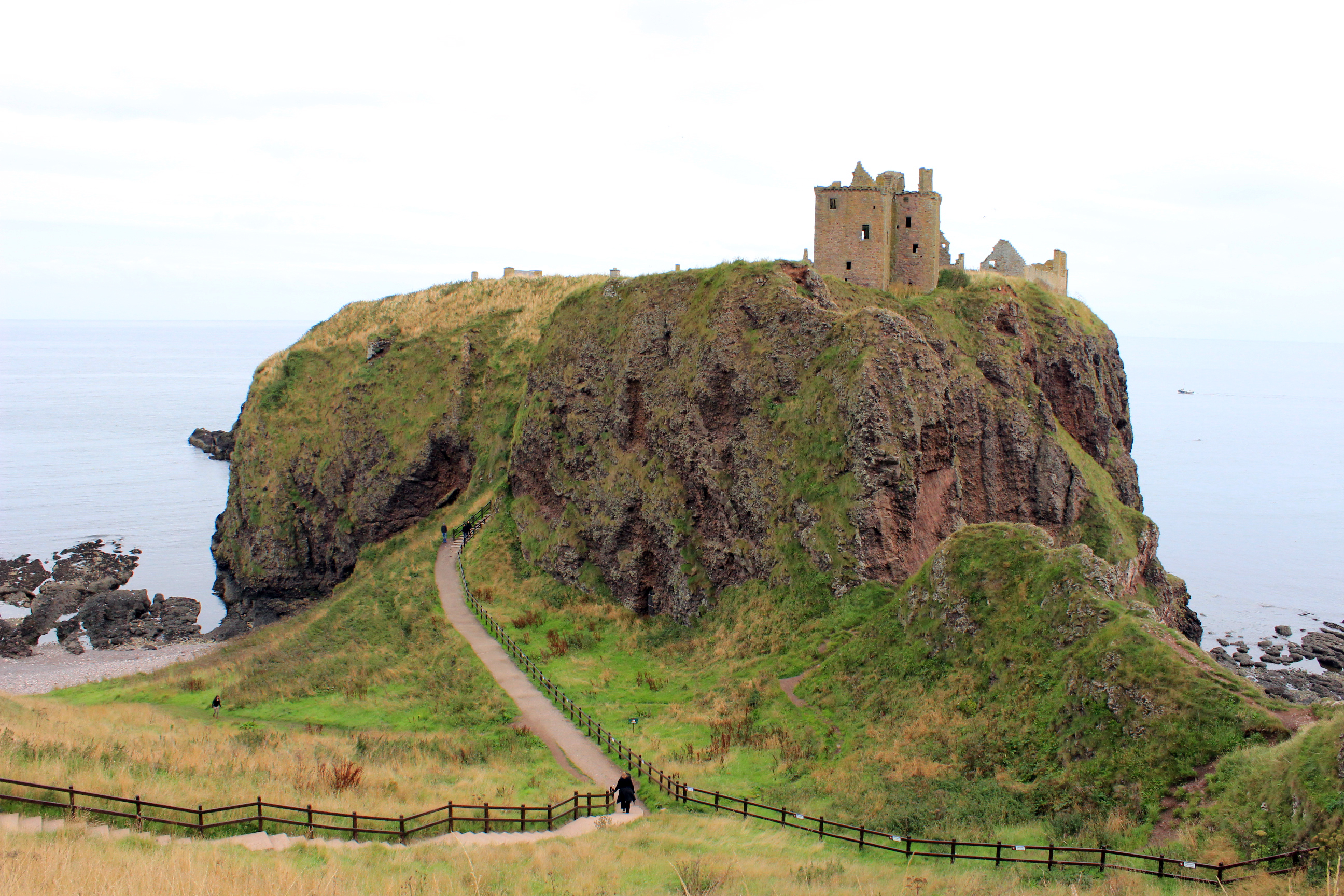
Le Château de Dunnottar sur la côte orientale de l'Écosse occupe l’un des meilleurs sites défensifs de Grande-Bretagne. L’emplacement fut utilisé durant tout le Moyen Âge, les constructions actuelles datant du XIIIe siècle.

Aux Xe et XIe siècles, le nord de l’île de Grande-Bretagne connaît une domination croissante de la culture gaélique, et du royaume seigneurial connu sous le nom gaélique de « Alba », en latin « Albania » ou « Scotia », et en anglais en tant que « Scotland ». À partir de l’est de l’Écosse, dans une région située au nord du fleuve Forth, le royaume prend possession progressivement de terres s’étendant plus au sud. Ce royaume, faisant plus largement partie du monde gaélique, possède une culture florissante.
Après le règne du roi David Ier au XIIe siècle, les monarques écossais sont davantage décrits comme Scoto-Normands que gaéliques, préférant la culture française à la culture écossaise indigène. Ils s’implantent et entreprennent une sorte de « conquête normande » écossaise. La conséquence en est la diffusion d’institutions et de valeurs sociales françaises. En plus de cela, les premières villes, appelées burghs, apparaissent dans la même région, et au fur et à mesure qu’elles se développent, l’anglais moyen s’implante. À un certain degré, ces développements sont compensés par l’acquisition de la partie viking peu à peu gaélicisée de l’ouest, et par la gaélicisation de beaucoup des grandes familles de population française et d’origine anglo-normande, de sorte que la période se ferme avec ce qui s’est appelé une « renaissance gaélique », et une identité nationale écossaise affirmée. Cependant, il reste beaucoup à faire pour rester dans la continuité. En 1286, les développements économiques, institutionnels, culturels, religieux et législatifs rapprochent l’Écosse de ses voisins anglais ou continentaux. Le royaume d'Écosse possède alors à peu près les frontières politiques de l’Écosse moderne.

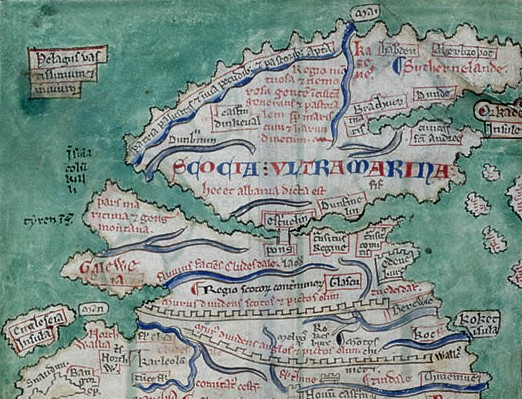
Carte de Matthieu Paris, vers 1250.

## Historiographie
L’histoire de l’Écosse à cette période est relativement bien étudiée. De nouveaux travaux sont publiés chaque année au Royaume-Uni, et le domaine de l’Écosse médiévale est à la fois vivant et en évolution. Les médiévistes écossais peuvent généralement être regroupés dans deux catégories : les celticistes et les normanistes. Les premiers, comme David Dumville, Thomas Owen Clancy et Dauvit Broun, portent leurs études sur les cultures indigènes du pays et ont souvent une formation linguistique dans les langues celtiques.
Les normanistes s’intéressent aux cultures françaises et anglo-françaises telles qu’elles ont été introduites en Écosse après le XIe siècle. Le plus éminent de ces universitaires est G. W. S. Barrow, qui a consacré sa vie à étudier la féodalité en Grande-Bretagne et en Écosse au Haut Moyen Âge. Le débat sur le changement ou la continuité qui dérive de cette division entre gaéliques et normands est actuellement sujet aux plus vives discussions. Pendant une grande partie du XXe siècle, les universitaires accentuèrent l’importance du changement culturel qui eut lieu en Écosse pendant la période normande. Cependant, beaucoup d’historiens, comme Cynthia Neville ou Richard Oram, bien que n’ignorant pas les changements culturels, arguent du fait que la continuité avec la culture gaélique fut au moins aussi importante.

## Origine du royaume d’Alba

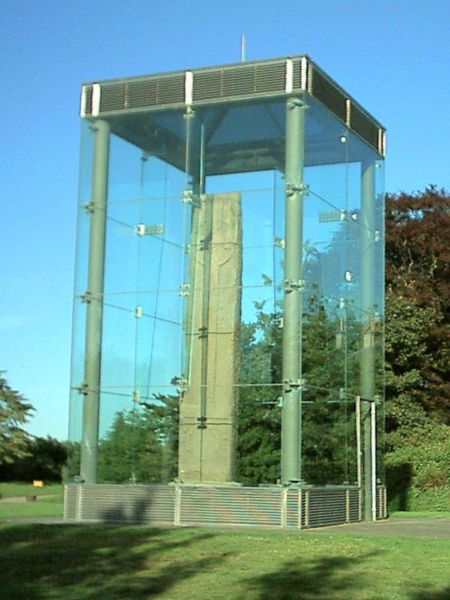
Sueno's Stone, pierre Picte situé à Forres, dans le vieux royaume de Fortriú, est un testament à la puissance des rois des Pictes.

Pendant la période de l’occupation romaine, la province de Bretagne (Britannia) s’étend officiellement au mur d’Hadrien. Entre ce mur et celui d’Antonin, les Romains entretiennent une série d’États-tampons en séparant le territoire occupé par les Romains du territoire des Pictes. Le développement du « Pictland » lui-même, d’après le modèle historique développé par Peter Heather, est une réponse normale à l’impérialisme romain. Vers 400, les États-tampons deviennent le royaume bryttonique d’Hen Ogledd (le Vieux Nord), et en 900, le royaume des Pictes se mue en royaume gaélique d’Alba.

### Histoire et mythe de l’Écosse
Au Xe siècle, l’élite écossaise commence à développer un mythe de conquête pour expliquer sa gaélicisation, un mythe souvent connu sous le nom de trahison de MacAlpin, dans lequel Cináed, roi de Dál Riata de la première moitié du IXe siècle est censé avoir annihilé les Pictes et fondé Alba. Les plus anciennes versions incluent La Vie de Saint Cathróe de Metz et des généalogies royales font remonter leurs origines à Fergus Mór. Pendant le règne de Máel Coluim III, le Duan Albanach (Chanson des Scots) inscrit le mythe dans la tradition poétique gaélique. Aux XIIIe et XIVe siècles, ces traditions mythiques sont incorporées à des documents maintenant appelés manuscrit de Poppleton et déclaration d’Arbroath. Ces traditions restent ancrées jusqu’au début de la période moderne et au-delà ; même le roi Jacques VI d’Écosse (Jacques Ier d’Angleterre) fait remonter son origine à Fergus, énonçant en ses propres mots, qu’il était « un monarque jailli de la lignée de Fergus ».
Cependant, les historiens modernes commencent maintenant à rejeter cette conceptualisation des origines écossaises. Aucune source contemporaine ne mentionne cette conquête. De plus, la gaélicisation du Pictland fut un long processus antérieur à Cináed, et est mis en évidence par l'usage de la langue gaélique par les chefs Pictes, le patronage royal des poètes gaéliques, des inscriptions gaéliques, et l'attribution de noms de lieux en gaélique. Bien que le terme roi d’Alba ne soit apparu qu'au début du Xe siècle, il est possible qu'il ne soit qu'une traduction gaélique pour Pictland (royaume des Pictes). Ce changement d'identité trouve possiblement son origine dans l'extinction de la langue picte, bien que la « scotisation » présumée de l'Église picte par Causantín II et le traumatisme causé par les invasions vikings, particulièrement ressenties dans le centre du royaume picte de Fortriú, y jouèrent un rôle d'importance.
En dehors d'Alba, le royaume de Strathclyde dans la vallée de la rivière Clyde reste semi-indépendant, de même que les Gaëls d'Argyll et les îles à l'ouest des côtes écossaises (autrefois appelées Dál Riata). Le sud-est est absorbé par les Anglais du Royaume de Bernicie/Northumbrie au VIIe siècle, tandis qu'une grande partie des Hébrides, des Northern Isles, ainsi que le secteur de Caithness passent sous contrôle viking. Le Galloway subit également une forte influence du peuple viking, bien qu’il n'y a pas eu de royaume unifié dans cette zone.

## Le royaume d’Alba ou de Scotia

### Rois gaéliques: de DomnallIIà AlexandreIer

La Bête Picte, de loin l’image la plus généralement représentée sur les pierres pictes. La mesure dans laquelle les symboles comme celui-ci ont continué à avoir une signification durant le Haut Moyen Âge reste une énigme non résolue.

Le roi Domnall II, mort au château de Dunnottar en 900, est le premier homme à avoir été appelé rí Alban (roi d’Alba) ; ceci signifiant roi de Grande-Bretagne ou d’Écosse, la signification d’Alba ayant été fluctuante à cette époque. Tous ses prédécesseurs portaient en effet soit le titre de roi des Pictes, soit celui de roi de Fortriu. Ce changement est tel dans les chroniques gaéliques qu’il est parfois considéré comme marquant la naissance de l’Écosse, bien qu’il n’y ait aucune trace du règne de Domnall II qui puisse confirmer cela. Domnall eut comme surnom dásachtach, terme qui s’applique à un fou, ou, selon la loi irlandaise de l’époque, à un homme qui n’est pas en possession de ses moyens et par conséquent sans culpabilité légale. En fait, le long règne (900–942/3) du successeur de Domnall, Causantín est davantage considéré comme la clef de voute de la formation du royaume du Haut Moyen Âge d’Alba. En dépit de quelques reculs, c’est lors de son règne d’un demi-siècle que les Scots repoussent tout danger d’agrandissement du territoire viking au-delà des Hébrides extérieures, des Northern Isles et de la région de Caithness.
La période comprise entre l’accession au trône de Máel Coluim Ier et celle de Máel Coluim II est marquée par de bonnes relations avec les rois d’Angleterre (alors issus du Wessex), une intense désunion dynastique interne et, en dépit de cela, des politiques expansionnistes relativement réussies. En 945, le roi Máel Coluim reçoit le Strathclyde d’un arrangement avec le roi Edmond Ier d’Angleterre, un événement quelque peu contrebalancé par une perte de contrôle sur le comté de Moray. Lors du règne du roi Idulb (954–962), les Scots capturent la forteresse nommée l’oppidum d’Eden, qui deviendra Édimbourg. Leur contrôle sur le Lothian est renforcé par la victoire de Máel Coluim II sur les habitants de Northumbrie et par la bataille de Carham en 1018. Les Scots ont probablement une forte influence sur le royaume de Strathclyde depuis la fin du IXe siècle, mais le royaume gardait ses propres souverains, et il n’est pas évident que les Scots aient toujours été suffisamment forts pour imposer leur autorité.
Le règne du roi Donnchad Ier à partir de 1034 est troublé par des échecs militaires. Il est défait et tué par le Mormaer de Moray, Macbeth, qui devient roi en 1040. Macbeth règne pendant dix-sept ans, période durant laquelle l’Écosse connait une telle période de paix que le roi peut se permettre de partir en pèlerinage pour Rome. Il est néanmoins renversé par Máel Coluim, le fils de Donnchad, qui dix-huit mois plus tard vainc Lulach Ier, beau-fils et successeur de Macbeth, pour devenir le roi Malcolm III.
C’est Malcolm III, et non son père Donnchad, qui œuvre le plus pour créer la dynastie qui dirige l’Écosse au cours des deux siècles suivants. Une partie de ce succès réside dans le grand nombre d’enfants qu’il eut —peut-être une douzaine— lors de son mariage avec Ingebjørg Finnsdottir, issue de la noblesse norroise, puis avec la princesse anglo-hongroise Marguerite. Bien que celle-ci soit issue de la maison de Wessex, Malcolm passe la majeure partie de son règne à pratiquer des rafles d’esclaves contre les Anglais, s’ajoutant aux malheurs de ce peuple après les conquêtes normandes. Marianus Scotus raconte que « les Gaëls et les Français terrassèrent les Anglais ; et [les Anglais] furent dispersés et moururent de faim ; et furent contraints de manger de la chair humaine ».
Les raids et les tentatives de Malcolm de faire poursuivre à sa descendance ses prétentions pour la Couronne d’Angleterre provoquent l’ingérence des seigneurs normands d’Angleterre dans le royaume d’Écosse. Il se marie ainsi à la sœur du prétendant anglais au trône d’Angleterre, Edgar Ætheling, et donne des noms anglo-saxons à la plupart des enfants nés de ce mariage. En 1080, le roi Guillaume Ier d’Angleterre envoie son fils envahir l’Écosse. Malcolm doit se soumettre à son autorité, donnant son fils ainé Donnchad en tant qu’otage. Malcolm III meurt lui-même lors d’un raid en 1093.
Le successeur naturel de Malcolm est Domnall Bán, son frère, les fils de Malcolm étant trop jeunes. Cependant, l’État normand envoie le fils de Malcolm, Donnchad, pour diriger le royaume. Lors du conflit qui s’ensuit, Donnchad s’empare du trône, mais selon la Chronique anglo-saxonne, ses partisans anglais et français sont massacrés, et Donnchad II lui-même est tué plus tard dans la même année (1094) par l’allié de Domnall, Máel Petair de Mearns. Cependant, en 1097, le roi d’Angleterre envoie un autre fils de Malcolm, Edgar, pour s’emparer à nouveau du royaume d’Écosse. S’ensuit la mort de Domnall Bán, ce qui sécurise l’accès au trône d’Edgar, et suit alors une période de paix relative. Les règnes d’Edgar et de son successeur Alexandre Ier sont moins connus que ceux de leurs successeurs. L’acte le plus notable d’Edgar est d'envoyer un chameau (ou peut-être un éléphant) à Muirchertach Ua Briain, alors Grand roi d'Irlande. Lorsqu’Edgar meurt, Alexandre accède au trône, pendant que son jeune frère David devient prince de Cumbria et seigneur du Lothian.

### Les rois scoto-normands: de DavidIerà AlexandreIII
La période allant de l’accession au trône de David Ier à la mort d’Alexandre III est marquée par une dépendance de l’Écosse vis-à-vis de l’Angleterre et des relations relativement bonnes avec les rois anglais. La période peut également être considérée comme celle d’une grande transformation historique s’inscrivant dans un phénomène plus large d’« européanisation de l’Europe ». En relation à cela, cette période voit l’autorité royale s’imposer avec succès à travers le pays. Après David Ier, et particulièrement lors du règne de Guillaume Ier, les rois d’Écosse deviennent plus distants de la culture de leurs sujets. Comme Walter de Coventry le rapporte, « les rois modernes d’Écosse se considèrent comme des Français, par la race, les manières, la langue et la culture ; ne gardent que des Français parmi leurs gardes et leurs partisans, et réduisent les Scots à une complète servitude ».
Cette ambivalence des rois est, dans une certaine mesure, identique chez les Scots eux-mêmes. À la suite de la capture de Guillaume Ier à Alnwick en 1174, les Scots s’en prennent au petit nombre de francophones et d’anglophones parmi eux. Guillaume de Newburgh raconte que les Scots s’attaquent d’abord aux Anglo-écossais au sein de leur propre armée, et Newburgh rapporte une répétition de ces actes au sein de la sphère civile écossaise. Walter Bower écrit quelques siècles plus tard sur ces mêmes évènements et confirme qu’« il y eut une pitoyable et large persécution des Anglais à la fois en Écosse et en Galloway ».

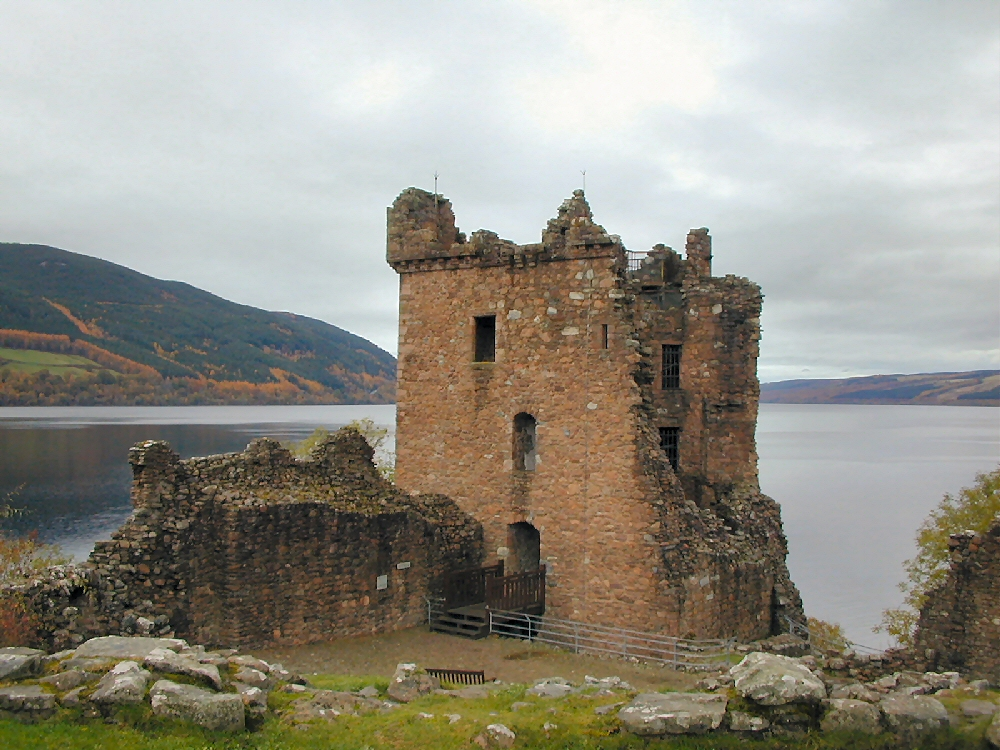
Ruines de la principale tour du château d'Urquhart. Après la conquête du Mormaer de Moray, dans les années 1130, ce château fit partie des douzaines offerts dans la région aux partisans francs du roi.

L’opposition aux rois écossais de l’époque est vive. Après la révolte de Óengus de Moray, d’autres résistants à l’expansion des rois écossais comme Somairle mac Gillai Brigte, Fergus de Galloway, Gille Brigte de Galloway et Harald Maddadsson, épaulés par deux autres groupes appelés aujourd’hui les MacHeths et les MacWilliams se sont révélés. Ces derniers prétendent descendre de Donnchad II, par son fils William fitz Duncan. Les MacWilliams semblent s’être rebellés pour nulle autre raison que le trône lui-même. La menace parait si grave qu’après la défaite des MacWilliams en 1230, la Couronne écossaise ordonne l’exécution publique de la dernière descendante de cette lignée. Voici comment les Chroniques de Lanercost décrivirent le sort de la dernière des MacWilliams :

« La même fille de Mac-Williams, qui n’avait quitté le sein de sa mère que depuis peu, innocente qu’elle était, fut mise à mort, dans le bourg de Forfar, sur la place du marché, après proclamation du crieur public. Sa tête fut frappée contre la colonne de la croix du marché et son cerveau en sortit. »

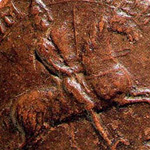
Sceau de Guillaume er, également connu sous le nom de Guillaume le Lion. Son titre parmi les Scots fut sans doute Uilleam Garbh (« Guillaume le dur »).

Beaucoup de ces résistants collaborent ensemble et trouvent un soutien non seulement dans les régions gaéliques de Galloway, Moray, Ross et d’Argyll, mais aussi dans l’Est de l’Écosse. Cependant, à la fin du XIIe siècle, les rois d’Écosse ont acquis l’autorité et la capacité d’attirer les seigneurs gaéliques à l’extérieur de leurs zones de contrôle afin de faire leur travail, les plus exemples les plus connus étant ceux de Lochlann de Galloway et de Ferchar mac in tSagairt. De plus, sous le règne d’Alexandre III, les Scots sont en position d’annexer le reste de la côte occidentale, ce qu’ils font en 1265 avec le Traité de Perth. La conquête de l’Ouest, la création du Mormaerdom of Carrick en 1186 et l’absorption de la seigneurie de Galloway après la révolte galwegienne de 1235 indiquent que le nombre et la proportion de locuteurs gaéliques sous l’autorité du roi écossais augmente largement voire double lors de cette période dite Normande. Ce sont les Scots et les guerriers gaélicisés des nouvelles terres de l’ouest, et la force qu’ils offrent, qui permettent au roi Robert Ier (lui-même un Scoto-Normand gaélicisé de Carrick) de remporter les Guerres d’indépendance qui suivent la mort d’Alexandre III.

## Autres royaumes

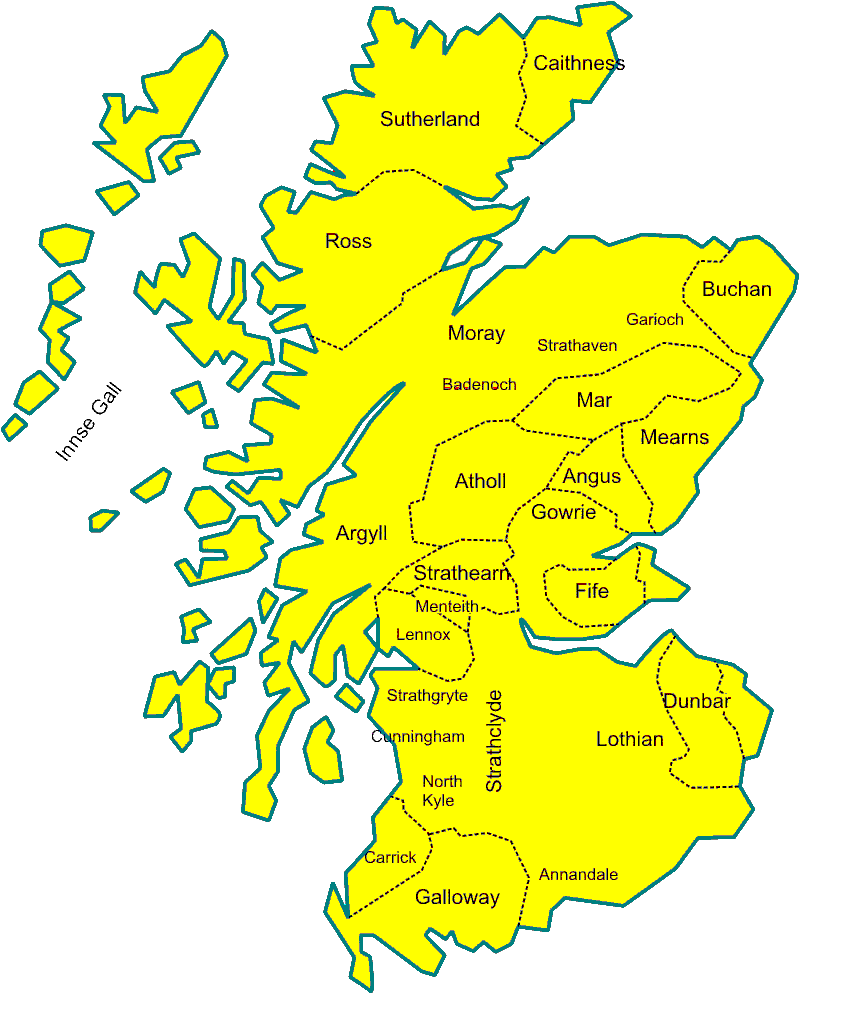
Carte des Mormaerdom et autre seigneuries dans l'Écosse médiévale (vers 1230).

Bien que dominant, le royaume d’Alba n’est pas la seule source de pouvoir régalien dans le nord de la Grande-Bretagne. En fait, jusqu’à la période normande, et peut-être même jusqu’au règne d’Alexandre II, le roi d’Écosse n’exerce son autorité que sur une minorité des habitants qui vivent au sein des frontières actuelles de l’Écosse, de la même manière que les monarques français du Moyen Âge ne contrôlaient qu’une portion de ce qui est la France actuelle.
Les seigneurs de Moray sont également appelés roi d’Alba/d’Écosse selon les sources scandinaves et irlandaises, avant que ces dernières ne les appellent seigneur de Moray. Ils prennent possession de l’Écosse tout entière en 1040, à l'époque du fameux Macbeth (Mac Bethad mac Findláich) (1040-1057) et de son successeur Lulach mac Gillai Coemgáin (1057–1058). Cependant, le Moray se trouve assujetti aux rois scots après 1130 et la défaite d’Angus Mac Aedh lors de sa tentative de s’emparer du trône d’Écosse.
Le Galloway est également une seigneurie quelque peu souveraine. Dans une charte galwegienne datant du règne de Fergus, les dirigeants se proclament eux-mêmes rex Galwitensium, roi de Galloway, et les sources irlandaises continuent d’appeler « rois » les descendants de Fergus. Bien que l’influence écossaise s’accroisse après la mort de Gilla Brigte et l’installation de Lochlann/Roland en 1185, le Galloway n’est pas complètement absorbé par l’Écosse avant 1235, lorsqu'une révolte du Galloway est écrasée.
Le Galloway et le Moray ne sont pas les seuls territoires dont les seigneurs soient dotés de pouvoirs régaliens. Il en était de même sur l’île de Man et les Hébrides, et les seigneurs d’Argyll ont le statut de rois, même si certains auteurs en latin les appelèrent reguli (roitelets). Les Mormaers de Lennox se considèrent comme rois de Balloch, en allusion à leurs prédécesseurs et en effet beaucoup de Mormaerdoms ont auparavant été des royaumes. Un autre royaume, celui de Strathclyde (ou de Cumbria), se voit incorporé à l’Écosse par un long processus qui commence au IXe siècle et qui ne se réalise complètement qu'au XIe siècle.

## Géographie
Durant le Haut Moyen Âge, les frontières théoriques ou politiques d’Alba ou de Scotia ne correspondent pas à celles de l’Écosse moderne. L’approximation la plus proche survient à la fin de cette période, après les traités de York (1237) et de Perth (1266), qui fixent les limites du royaume des Écossais avec respectivement l’Angleterre et la Norvège. Cependant, en aucun cas ces frontières ne correspondent aux limites actuelles ; la ville de Berwick et l’île de Man seront perdues au profit de l’Angleterre, alors que les Orcades et les Shetland seront regagnées sur la Norvège.
Jusqu’au XIIIe siècle, le terme Écosse désigne le territoire au nord du fleuve Forth. C’est la raison pour laquelle les historiens emploient parfois le terme « Écosse véritable » (Scotland-proper en anglais). Au milieu du XIIIe siècle, l’Écosse inclut alors l’ensemble des territoires dirigés par les rois des Scots, mais l’ancien concept d’Écosse demeure tout au long de la période.
À des fins législatives et administratives, le royaume des Scots est divisé en trois, quatre ou cinq zones : l’Écosse (Scotland-proper) au nord et au sud des Grampians, le Lothian, le Galloway et plus tard le Strathclyde. Tout comme l’Écosse, ni le Lothian ni le Galloway n’ont leur sens actuel. Le Lothian se réfère à toute la région sud-est, dont la langue était le moyen anglais, et inclut plus tard une majeure partie du Strathclyde ; il était séparé de l’Écosse par le fleuve Forth. Le Galloway désigne à l’époque toute la région sud-ouest, et la langue parlée y était le gaélique.
Pour citer le texte du XIIIe siècle de Situ Albanie,

« Le cours d’eau qui est appelé en écossais le Froth, en britannique le 'Werid' et en langue romane le 'Scottewatre' qui signifie l’eau des Scots, qui sépare le royaume des Scots de celui des Anglais, et qui coule près de Stirling. »

Dans ce passage, la langue écossaise à laquelle il est fait référence est en fait du moyen irlandais, le britannique étant du gallois et la langue romane du vieux français, qui a emprunté le terme Scottewatre au moyen anglais.
À cette époque, seule une portion restreinte du pays est gouvernée par la couronne d’Écosse. Beaucoup d’Écossais restent sous le contrôle de seigneurs gaéliques, puis, après le XIIe siècle, de seigneurs parlant le français.

## Économie
L’économie écossaise d’alors est dominée par l’agriculture et des échanges sur de courtes distances. On note un accroissement du commerce extérieur lors de cette période, ainsi que la réalisation d’échanges au moyen de butins de guerre. Au XIIIe siècle, la monnaie remplace le troc, alors qu’auparavant la plupart des échanges se font sans l’utilisation de pièces métalliques.

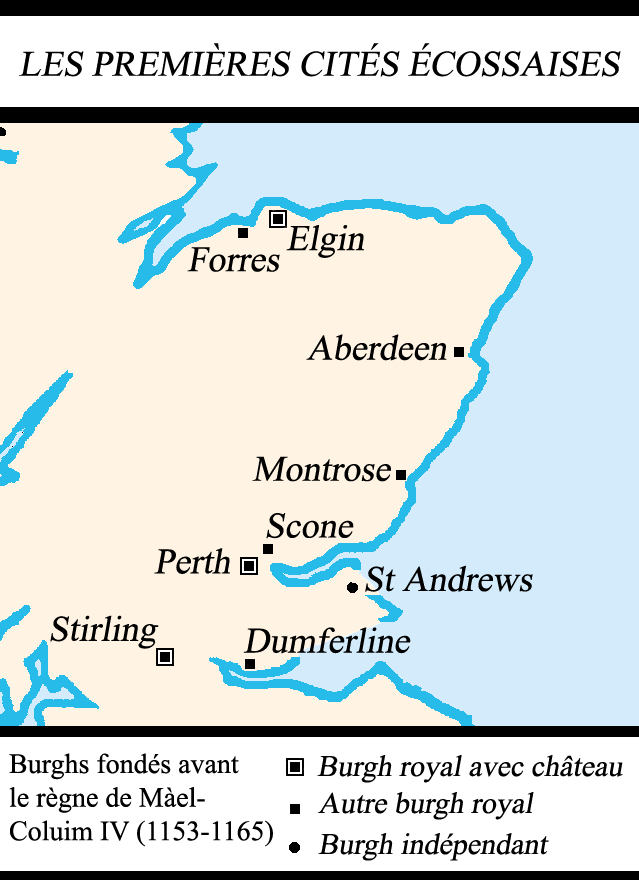
Burghs établis en Écosse avant l’accession au trône de Máel Coluim

La plupart des richesses agricoles de l’Écosse viennent du pastoralisme plutôt que de l’exploitation des terres arables. Cette dernière prend de l’ampleur lors de la période normande, avec des disparités géographiques : les plaines du sud-est sont plus concernées par ce changement que les hauteurs des Highlands, du Galloway ou des Southern Uplands. Selon G. W. S. Barrow, le Galloway, « déjà réputé pour ses élevages, exerça un tel pastoralisme qu’il n’est pas évident que des terres de cette région aient été cultivées durablement, à l’exception de la côte le long de Solway ». La surface moyenne utilisée par un éleveur était environ de 26 acres
. Il existe de nombreuses preuves montrant que les Écossais favorisent le pastoralisme dans la mesure où les seigneurs gaéliques préfèrent céder plus de terres aux colons parlant le français ou le moyen-anglais, s’accrochant avec acharnement aux régions plus élevées, ce qui pourrait avoir contribué à la division entre les Highlands et le Galloway qui a lieu à la fin du Moyen Âge.
L’unité de mesure principale en Écosse est le davoch, appelé arachor dans le Lennox. Cette unité est parfois connue sous le nom de Scottish ploughgate. En langue anglaise du Lothian, cela devient simplement le ploughgate. Il vaut 104 acres divisés en 4 raths. Le bétail, le porc et les fromages sont les denrées alimentaires les plus produites, parmi de nombreuses autres et notamment des ovins, du miel et le cire d’abeilles, du poisson, du seigle ou de l’orge.
L’Écosse d’avant David Ier ne possède pas réellement de ville, bien que des concentrations de population supérieures à la moyenne existent autour des grands monastères, comme à Dunkeld et à Saint Andrews, ou autour des grandes fortifications. L’Écosse, Lothian mis à part, est constituée de hameaux dispersés, et n’a pas de villages constitués autour d’un noyau comme sur le reste du continent européen. David Ier établit les premiers burghs d’Écosse, d’abord dans le Lothian, zone du moyen anglais. David Ier recopie presque mot pour mot les chartes et les Leges Burgorum (règles définissant tous les aspects de la vie et du travail dans un bourg) des coutumes anglaises de Newcastle upon Tyne. Les premiers burghs sont flamands, anglais, français, et germains plutôt qu’écossais gaéliques. Le vocabulaire des burghs est entièrement composé de termes français et germaniques. Les conseils régissant chaque burgh ainsi appelés lie doussane, la douzaine.

## Démographie

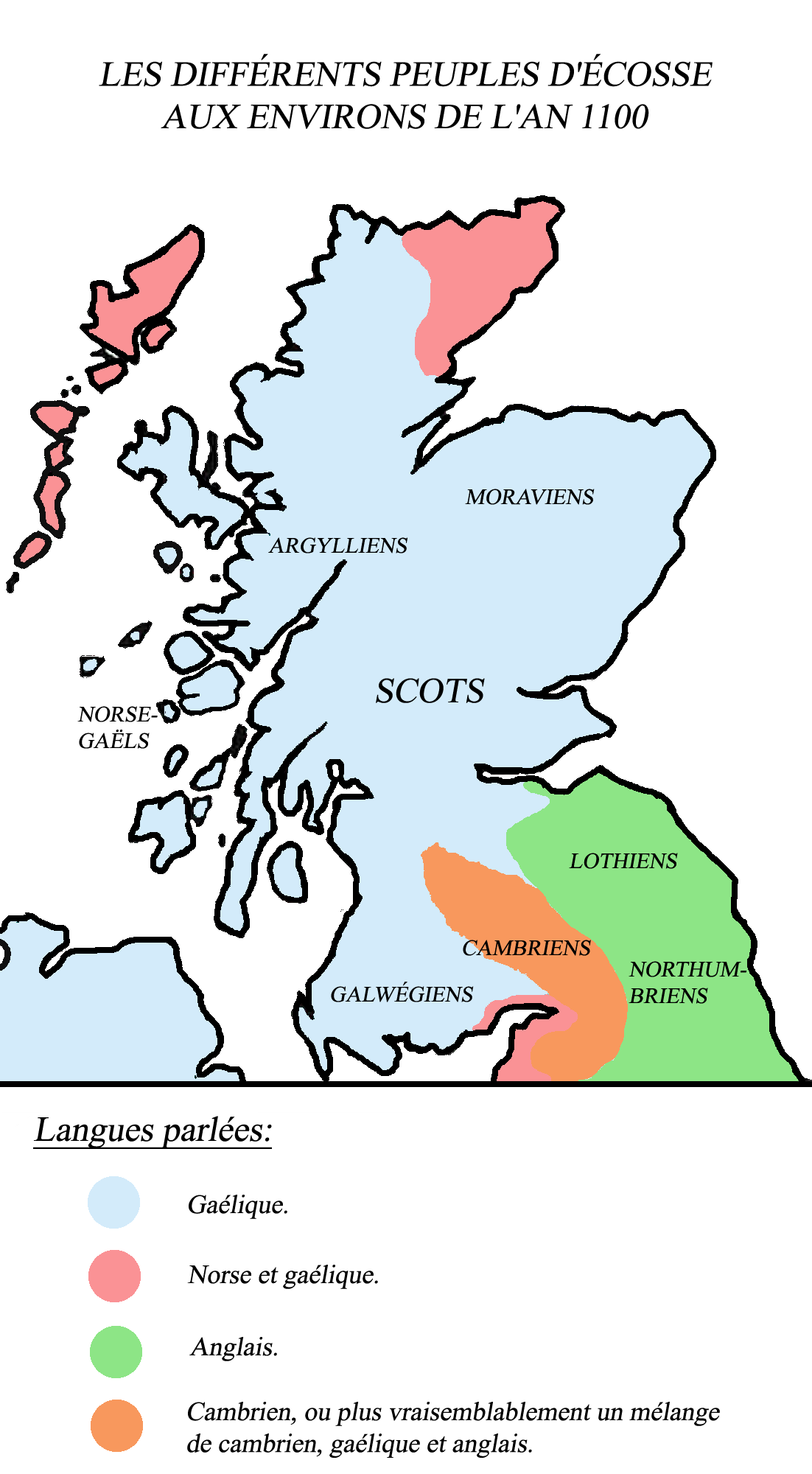
Divisions linguistiques en Écosse au début du XIIe siècle. À la fin du Haut Moyen Âge, le gaélique supplanta le norrois dans les régions où cette langue était parlée, mais recula face à l’anglais dans les régions comprises entre Scotia et le Galloway.

Le nombre d’habitants que comptait l’Écosse au Haut Moyen Âge est inconnu. Il n’y a pas d’information fiable sur ce sujet avant 1755, date à laquelle 1 265 380 personnes sont recensées. Les estimations font état d’une population comprise entre 500 000 et 1 000 000 d'habitants, qui est alors encore plus éparse qu’actuellement. On peut estimer qu’environ 60 à 80 % de la population vivent au nord du fleuve Forth, et que le reste est divisé entre le Galloway, le Strathclyde et le Lothian. La distribution des évêchés et des juges laisse suggérer une répartition relativement égale de la population entre ces trois zones.
Sur le plan linguistique, la majorité des personnes vivant alors en Écosse parle le gaélique, appelé ensuite simplement « Écossais », ou en latin, lingua Scotica. Les autres langues parlées à cette époques sont le norrois et l’anglais, ainsi que le cambrien, qui disparait au Xe siècle. Le picte a pu survivre lors de cette période, mais il n’est pas certain. À partir de l’accession au trône de David Ier, et peut-être même avant, le gaélique cesse d’être la langue utilisée à la cour royale.
À partir de son règne et jusqu’aux guerres d’indépendance, les monarques écossais préfèrent le français à l’écossais comme le prouvent les textes des chroniques de l’époque, la littérature et les traductions de documents administratifs en langue française. L’anglais, avec le français et le flamand deviennent les principales langues des burghs, qui sont créés sous David Ier. Cependant, les burghs sont selon C. S. W. Barrow « à peine plus que des villages […] s’élevant au nombre des centaines plus qu’à celui des milliers » ; les chevaliers normands sont également extrêmement minoritaires au sein de la population parlant le gaélique, hors du Lothian.

## Société
La société médiévale écossaise est stratifiée et est peut-être mieux connue que celle de n'importe quelle autre société européenne du Haut Moyen Âge, ceci grâce aux nombreux textes législatifs et traités concernant les statuts de l'époque. Le texte parvenu jusqu'à nous sous le nom de Laws of Brets and Scots, dresse la liste de cinq classes d'hommes : le roi, le mormaer/comte, le  toísech (qui peut-être rapproché du baron français), l’ócthigern et le serf. Avant le XIIe siècle, on peut également ajouter l'esclave à cette dernière catégorie. La différenciation classique entre les bellatores (« ceux qui combattent », les aristocrates), les oratores (« ceux qui prient », le clergé) et les laboratores (« ceux qui travaillent », les paysans) que l'on retrouve dans les sociétés médiévales européennes ne sont pas utile à la compréhension de la société écossaise au début de la période, mais le deviennent davantage après le règne de David Ier
La plupart des territoires assujettis au roi des Écossais et se situant au nord du fleuve Forth sont sous contrôle direct de seigneurs appelés en écossais médiéval des mormaers. Le terme est traduit en latin comes et en anglais moderne par earl. Ces seigneurs exercent un pouvoir séculier et religieux comme le roi mais à échelle réduite. Ils conservent leurs propres troupes et partisans, édictent des chartes et supervisent la loi et l'ordre interne à l'intérieur de leurs provinces. Lorsqu'ils deviennent vraiment assujettis à l'ordre royal, ils doivent alors payer au roi un cain, un tribut prélevé plusieurs fois par an, usuellement en bétail et autres matières premières. Ils se doivent également d'offrir au roi le conveth, une sorte d'obligation d'hospitalité, payée en fournissant au souverain en visite le gîte et le couvert ou en lui offrant des matières premières. Pendant la période normande, ils doivent fournir le servitum Scoticanum (service militaire écossais) qui aboutit au exercitus Scoticanus, la partie gaélique de l'armée du roi qui compose la vaste majorité de toutes les armées de cette période.
Un toísech est inférieur au mormaer et devait à celui-ci les mêmes services que le mormaer au roi. Le nom latin généralement utilisé était thanus (et en anglais thane). La formalisation de cette classe a principalement lieu dans l’est de l'Écosse, au nord du Forth ; seulement deux des 71 toísech s’y trouvent au sud. Après le toísech et le mormaer on trouve le clan, rarement formalisé. À sa tête, on trouve le capitalis en latin ou le cenn gaélique médiévale. Dans le comté du Fife, le principal clan est alors connu sous le nom de Clann MacDuib (« enfants de MacDuff »). Parmi les autres on trouve les Cennedig (de Carrick), les Morggain (de Buchan), et les MacDowalls (de Galloway). Il est probablement possible d’en recenser des centaines, la plupart n’ayant pas été relevés.
Le plus haut rang pour les non-nobles est, selon Laws of Brets and Scots, l’ócthigern (le petit ou le jeune seigneur). Parmi les autres rangs, on trouve également le scoloc.
Jusqu’au XIIe siècle, l’esclavage est pratiqué, la plupart des esclaves étant des étrangers, Anglais ou Scandinaves, capturés lors de batailles. Les rafles d’esclaves pratiquées à grande échelle sont particulièrement bien connues au XIe siècle.

## Législation et gouvernement

L'étendard royal d'Écosse institué par Guillaume Ier d'Écosse, (1143–1214).

Les premiers traités de loi gaéliques, qui datent du IXe siècle, révèlent une société très attachée aux liens familiaux, au statut, à l'honneur et au règlement des luttes entre les familles. La common law écossaise commence à prendre forme à la fin de cette période, en mêlant les lois celtes et gaéliques avec les pratiques de l'Angleterre anglo-normande et du continent. Aux XIIe et XIIIe siècles une forte influence continentale en matière de lois se fait ressentir à travers notamment le Droit canon et un certain nombre de pratiques anglo-normandes. L'existence de lois chez les Gaëls avant le XIVe siècle n'est pas toujours bien attestée. Cependant, notre connaissance étendue des premières lois gaéliques permet de se faire une idée des lois écossaises antérieures au XIVe siècle. Dans le premier manuscrit juridique écossais connu, on trouve un document nommé Leges inter Brettos et Scottos qui a survécu en vieux français, et constitue presque certainement une traduction d'un texte gaélique, qui conserve cependant, sans les traduire, un certain nombre de termes juridiques gaéliques. D'autre textes médiévaux plus récents, rédigés à la fois en latin et en anglais moyen, contiennent un plus grand nombre de ces termes qui sont par exemple slains (du vieil irlandais slán ou sláinte qui signifie "exemption") et cumherba (de comarba signifiant "successeur ecclésiastique").
Le Judex (pl. judices) d'où provient le mot "juge" en français, représente une continuité post-normande des anciens charges gaéliques des hommes de loi appelés en anglais Brehons. Les membres du bureau portaient presque toujours des noms gaéliques au nord du Forth ou dans le  sud-ouest. Les Judices étaient souvent des fonctionnaires royaux qui supervisaient les "cours" baronniales, abbatiales ou d'autres de moindre importance. Cependant, le principal homme de loi du Royaume des Scots de la période précédant le règne de David était le Justiciar. Il a une origine Anglo-normande, mais représentait vraisemblablement une continuité avec une fonction antérieure dans l'Écosse située au nord du Forth. Ainsi, le Mormaer Causantín of Fife est appelé judex magnus (i.e. grand Brehon), et il semble que le Justiciarship de Scotia était juste une latinisation/normanisation supplémentaire de cette charge. Celle-ci résidait dans la responsabilité de superviser l'activité et le comportement des sheriffs et sergents royaux, de présider le tribunal et de rendre compte de ces activités au roi. Il y eut principalement deux Justiciarships, organisés selon des frontières linguistiques : le Justiciar de Scotia et celui des Lothian, bien que Galloway en eu également un par périodes.
Les charges de Justiciar et de Judex ne représentent qu'un mode de justice que la société écossaise a connu. Dans la période précédente, le roi "déléguait" son pouvoir à des fonctionnaires héréditaires tels que les Mormaers/Earls et Toísechs/Thanes. Il s'agissait d'un gouvernement reposant sur les cadeaux (et les charges) qu'il offrait ainsi que sur une loi orale. Il existait également des tribunaux populaires, les comhdhail, comme en témoignent des dizaines de lieux-dits de l'est de l'Écosse. Pendant la période normande, les shérifs et dans une moindre mesure les évêques (voir plus bas) devinrent de plus en plus importants. Les premiers permirent au roi d'administrer réellement le territoire royal. Sous le règne du roi David Ier, les shérifs royaux avaient été établis au cœur même des territoires personnels de celui-ci à savoir Roxburgh, Scone, Berwick-upon-Tweed, Stirling et Perth. Puis, sous celui de Guillaume Ier, il dut y avoir environ trente shérifs royaux, incluant ceux de Ayr et Dumfries, lieux clés situés sur les frontières de Galloway-Carrick. Le contrôle royal progressait avec l'augmentation du nombre de shérifs. Vers la fin du XIIIe siècle, des shérifs furent établis à l'ouest dans de vastes étendues telles que Wigtown, Kintyre, Skye et Lorne. Grâce à cela, les rois écossais du treizième siècle exerçaient plus de contrôle sur l'Écosse que ne le firent jamais aucun de leurs successeurs du Moyen Âge. Le roi lui-même se déplaçait, ne possédant pas de réelle capitale. Cependant, par tradition, tous les rois écossais furent couronnés à Scone par les Mormaers of Strathearn et particulièrement ceux de Fife. Bien que David Ier essaya de faire de Roxburgh sa capitale, aux XIIe et XIIIe siècles, la plupart des chartes étaient signées à Scone. Les autres villes prisées étaient Perth, Stirling, Dunfermline et Édimbourg (particulièrement populaire sous le règne de Alexandre II), ainsi que tous les autres burghs royaux. Au début de cette période, Forres et Dunkeld semblent avoir été des résidences royales.

## Organisation militaire

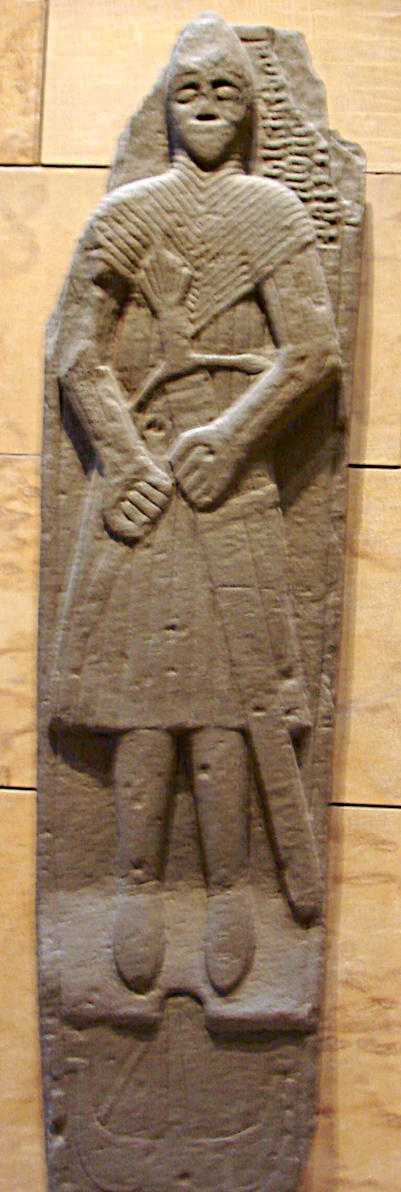
Guerrier gaélique médiéval figurant sur un gisant à Finlaggan. Il est originaire des Hébrides, mais en tant que tel est très proche de ceux de lExercitus Scoticanus

Après la « conquête normande » de David Ier, les guerriers écossais se divisent en deux catégories. D'une part ceux originaires de l’exercitus Scoticanus (lit. « armée gaélique »); et d'autre part ceux de l’exercitus militaris (lit. "armée féodale"). L'armée gaélique forme alors la majeure partie de toutes les armées écossaises ayant précédé l'époque des Stuart, mais dans le contexte plus large de la chevalerie européenne (en réalité française) la partie féodale est la plus prestigieuse. Les Scots d'origine, comme tous les européens du début du Moyen Âge, pratiquent des rafles d'esclaves, vraisemblablement entre eux. Cependant, la principale source traitant de ces pratiques ne parle d'elles que contre leurs voisins Normands et Anglo-Saxons d'après la conquête de l'Angleterre. John Gillingham explique que c'est ce type de coutumes qui fait apparaître les Scots comme particulièrement barbares aux yeux des Français qui ont abandonné depuis longtemps ce type de guerre.

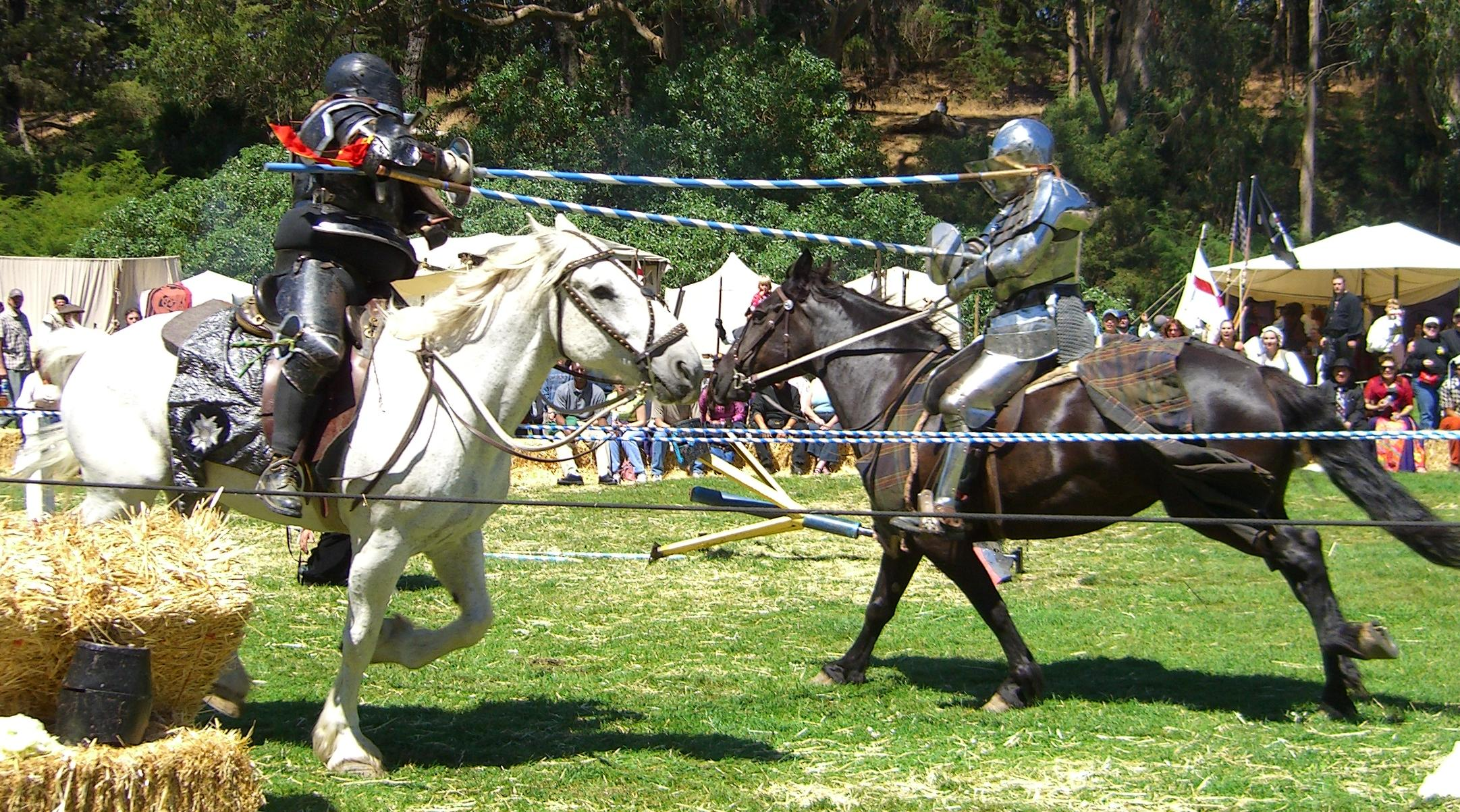
La joute était le divertissement principal des aristocrates d'origine française au Moyen Âge. Beaucoup de rois écossais prirent part aux tournois, fait rappelé par le Parzifal de Wolfram von Eschenbach.

Comme pour beaucoup de changements ayant eu lieu durant cette période, on peut faire remonter la création de l'armée féodale au règne de David Ier, bien que les chevaliers français et anglais furent quelque peu utilisés par ses prédécesseurs. Les sources contemporaines témoignent bien de la pression que ces chevaliers produisirent. À la bataille de l'Étendard, les Gaels s'opposent au placement de soldats français dans l'avant-garde de l'armée royale. Ailred de Rievaulx attribue cette opposition aux Galwegiens, mais il est établi que ce sont surtout les Gaèls écossais de manière générale, dont le porte-parole est Máel Ísu, puis le Mormaer de Strathearn et des nobles de haut rang au sein de l'armée.
Les avantages de la culture militaire française sont nombreux. Les chevaliers français utilisent de coûteuses armures complètes, tandis que les Écossais sont « nus » (d'armure plus que d'habits). Ils possèdent une cavalerie lourde, de nombreuses armes telles que des arbalètes et des engins de siège, et des techniques de fortifications beaucoup plus perfectionnées que celles des Écossais. De plus, leur culture, particulièrement l'idéologie féodale, fait d'eux des vassaux fidèles, beaucoup plus dépendants du roi du fait de leur origine étrangère. Au cours du temps, les Écossais eux-mêmes deviennent comme les chevaliers français, et ceux-ci adoptent un grand nombre de pratiques gaéliques, tant et si bien qu'à la fin de la période une culture militaire syncrétique existe dans le royaume. Quand l'armée féodale est détruite à la bataille de Dunbar (1296), les Écossais sont une nouvelle fois dépendants de l'armée gaélique. Cependant, grâce à deux siècles d'adaptation et à la domination du Scoto-Normand Robert Bruce, qui parle le gaélique, cette armée parvient à résister aux tentatives de mainmise de la couronne d'Angleterre.

## Le christianisme et l'Église
Il est établi qu'au moins tout le nord de la Grande-Bretagne est chrétien au Xe siècle, excepté l'extrême nord et ouest scandinave. Les principaux facteurs de cette conversion de l'Écosse furent la proximité de la province romaine de Britannia déjà évangélisée au sud, et plus tard la diffusion de l'église dite gaélique ou de Colomba, dans laquelle monastères et seigneuries entretenaient des liens étroits. C'est elle qui propagea à la fois le christianisme et le gaélique parmi les Pictes.

### Saints
Comme dans tous les autres pays chrétiens, un des principaux trait de la chrétienté écossaise est le culte des saints. Les saints sont les intermédiaires entre le fidèle ordinaire et Dieu. Dans l'Écosse située au nord du Forth, les saints locaux sont soit des Pictes soit des Gaéliques. Le saint patron des Gaëls écossais est saint ColumCille ou saint Colomba d'Iona (en latin, lit. colombe). Dans le Strathclyde il s'agit de saint Kentigern (en Gaélique, lit. Chef du Seigneur) et dans le Lothian, Cuthbert de Lindisfarne. Plus tard, en raison d'une confusion entre les mots latins  Scotia et Scythia, les rois écossais adoptent saint André (Saint Andrew), un saint qui attire plus les arrivants normands qui sont liés à l'ambitieux évêché connu sous le nom du saint. Cependant, la dévotion à saint Colomba est toujours centrale au début du XIVe siècle, quand le roi Robert Ier s'avance en tête de ses armées à la bataille de Bannockburn portant le brecbennoch (ou reliquaire de Monymusk). Aux environs de cette même période, un clerc d'Inchcolm écrit le poème latin suivant :
| Latin | Anglais | Français |

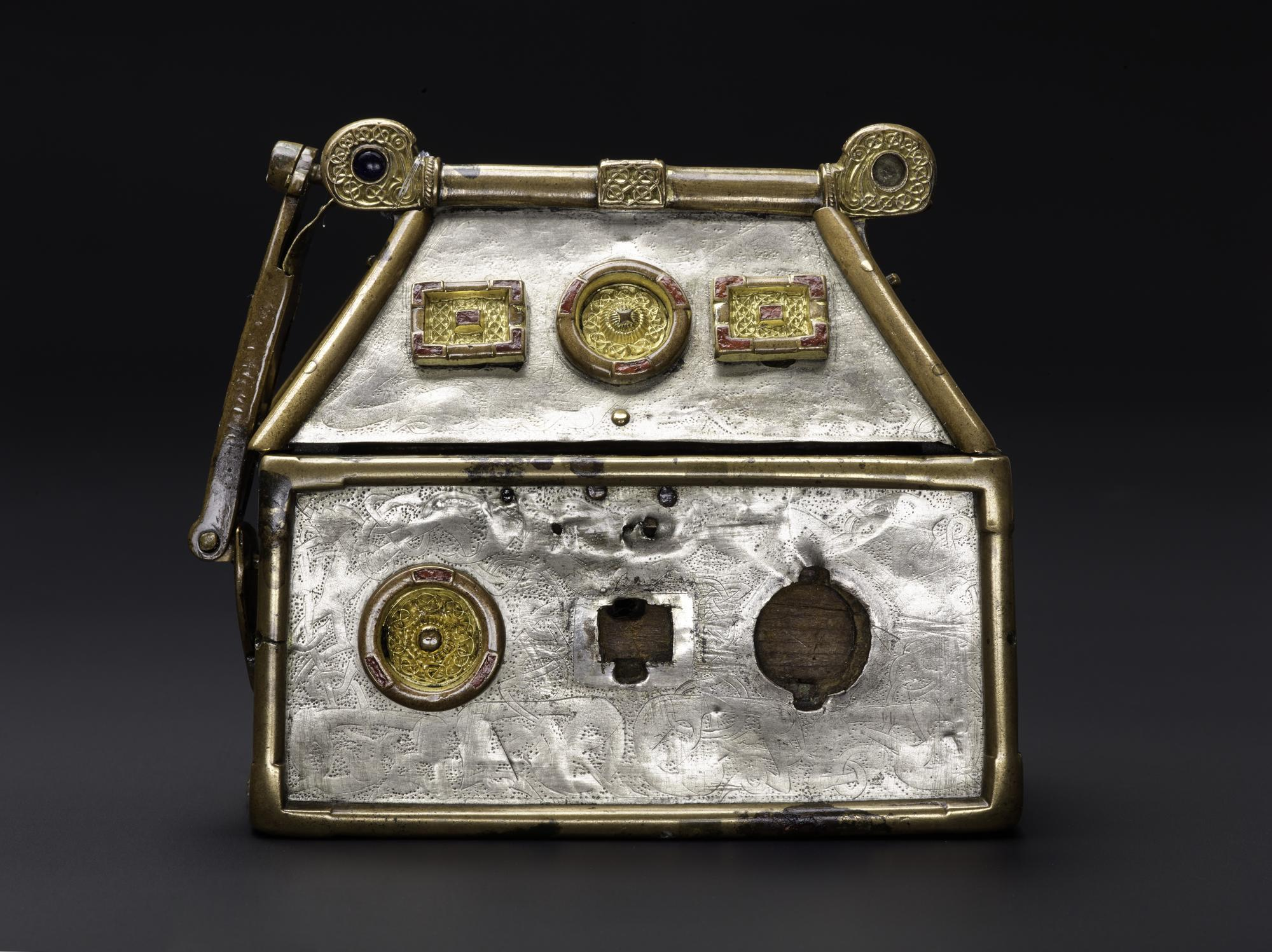
Le brecbennoch ou reliquaire de Monymusk.

| Os mutorum, lux cecorum, pes clausorum, porrige lapsis manum, Firma vanum et insanum corrige O Columba spes Scottorum nos tuorum meritorum interventu beatorum fac consortes angelorum Alleluia | Mouth of the dumb people, light of the blind people foot of the lame people to the fallen [people] Stretch out thy hand strengthen the vain people and the insane [people] Invigorate! O Columba Hope of the Scots/Gaels by thy standing by mediation make us the companions of the beautiful Angels Halleluia. | Bouche des muets, Lumière des aveugles, Pied des boiteux, Tendez la main À ceux qui sont tombés, Fortifiez les vaniteux, Et revigorez les malades! O Colomba espoir des écossais, Par vos mérites Par votre intercession Faites de nous les compagnons des anges. Alleluia. |

Ce poème illustre à la fois le rôle des saints, ici comme représentants des écossais (ou peut-être seulement des gaéliques) au paradis, et l'importance de saint Colomba pour le peuple écossais.

### Monachisme

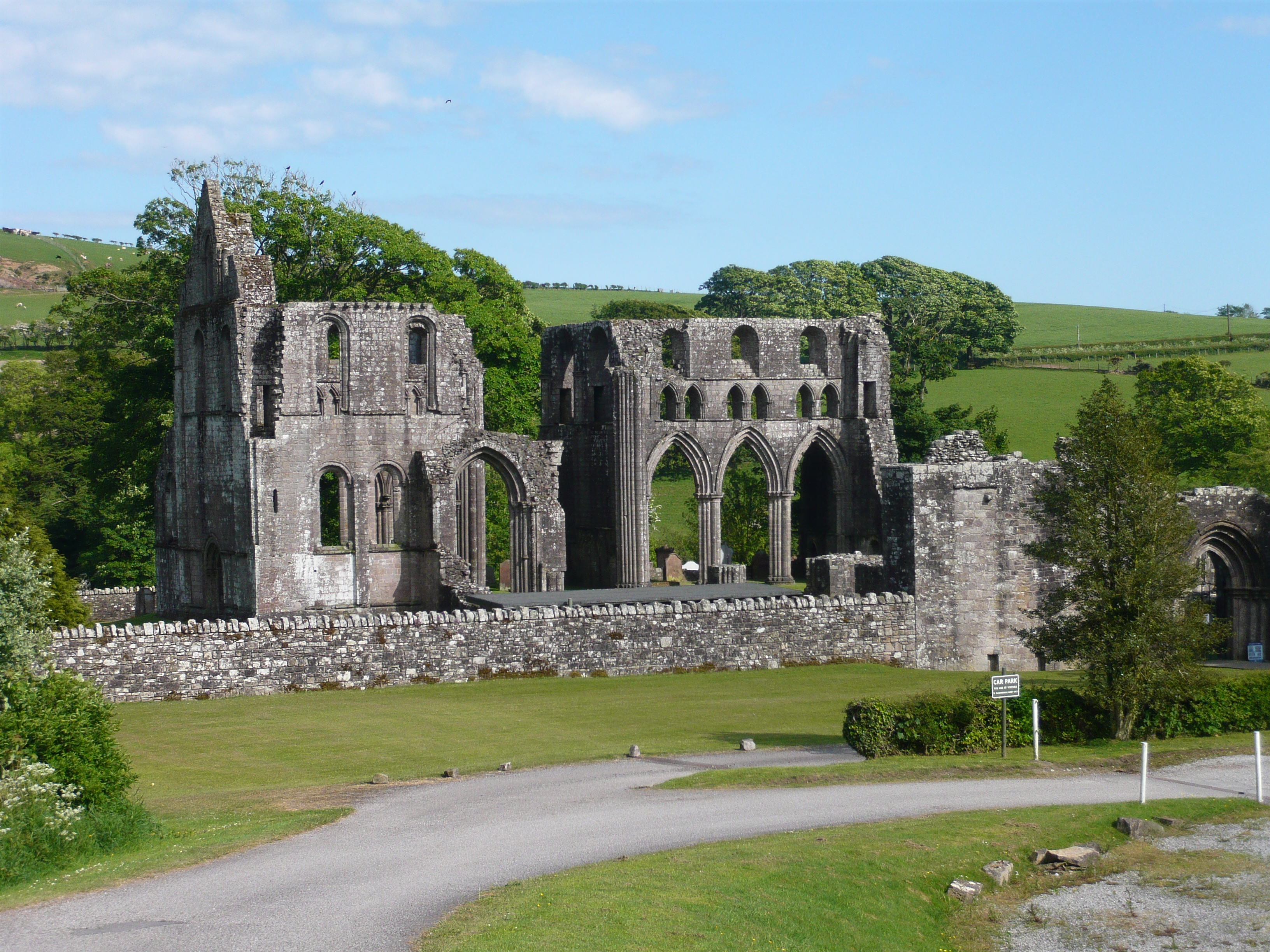
L'abbaye de Dundrennan, fondée par Fergus de Galloway, fut l'un des nombreux monastères fondés au XIIe siècle.

Les caractéristiques du christianisme écossais résident dans une conception relâchée du célibat des clercs, une intense sécularisation des institutions ecclésiastiques, et le manque de structures diocésaines. À la place de celles d'évêque et d'archevêque, les charges les plus importantes de l'Église écossaise sont celles des abbés (ou coarbs). L'Écosse ne connait pas les formes continentales du monachisme avant la fin du XIe siècle. À la place, le monachisme est dominé par les moines appelés Céli Dé (lit. "vassaux de Dieu"), anglicisé en culdees. De manière générale ces moines ne sont pas remplacés par de nouveaux moines continentaux à l'époque normande, mais survivent, gagnant même la protection de la reine Marguerite, pourtant souvent considérée comme hostile à la culture gaélique. Dans le diocèse de Saint André, la fondation des Céli Dé perdure à travers la période et acquiert des droits sur l'élection de ses évêques. En réalité, le monachisme gaélique est vivant et se développe tout au long de ce Haut Moyen Âge. En témoignent les dizaines de monastères, souvent dénommés Schottenklöster, qui sont fondés par les moines gaéliques sur le continent écossais, et les nombreux moines qui sont localement considérés comme saints, tels que saint Cathróe de Metz.
Le monachisme de type continental est introduit pour la première fois en Écosse par le roi Máel Coluim III lorsqu'il persuade Lanfranc de fournir quelques moines de Canterbury pour fonder une nouvelle abbaye bénédictine à Dunfermline (vers 1070). Cependant, les monastères bénédictins traditionnels rencontrèrent peu de succès en Écosse face aux Augustins ou aux ordres issus de la réforme de l'ordre bénédictin tels que les Cisterciens, Tironiens, Prémontrés et même les moines de l'ordre de Vallis Caulium.

### L'Ecclesia Scoticana
L'Ecclesia Scoticana (lit. église écossaise) en tant que système n'a pas de point de départ connu, bien que la présumée scoticisation de l'Église « picte » par Causantín II puisse en constituer un. Avant la période normande, l'Écosse a une structure diocésaine très faible, en grande partie monastique suivant l'exemple de l'Irlande. Mais après la conquête normande de l'Angleterre, les archevêques de Canterbury et d'York proclament chacun leur supériorité sur l'Église écossaise. Il faut la bulle pontificale de Célestin III (Cum universi) en 1192 pour qu'elle obtienne un statut indépendant, chaque archevêché écossais, hormis le Galloway, étant en effet déclaré indépendant de ceux de York et Canterbury. Cependant contrairement à l'Irlande qui est dotée de quatre archevêques au cours de ce siècle, l'Écosse n'en reçoit aucun et toute l’Ecclesia Scoticana, avec les évêchés écossais (excepté Whithorn/Galloway), devient la « fille toute particulière de Rome ». La liste qui suit est celle des évêchés de l'Écosse au XIIIe siècle :

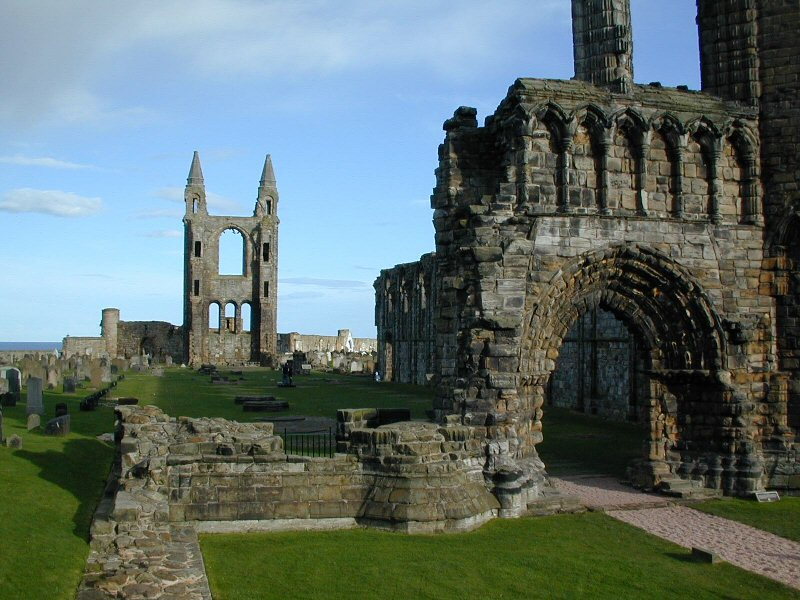
Les ruines de la Cathédrale de Saint Andrews, le centre de lEcclesia Scoticana durant la période normande.

| - Évêché de Dunkeld - Évêché de Saint Andrews, ensuite appelé Kilrymont. - Évêché de Brechin - Évêché de Dunblane (souvent appelé évêché de Strathearn) - Évêché de Mortlach-Aberdeen - Évêché de Rosemarkie-Fortrose (souvent appelé évêché de Ross) - Évêché de Elgin (souvent appelé évêché de Moray) - Évêché de Dornoch (souvent appelé évêché de Caithness) - Évêché de Lismore (souvent appelé Évêché de Argyll) |

Hors de l'Écosse en tant que telle, Glasgow parvient à garantir son existence au XIIe siècle grâce à une communauté ecclésiastique dynamique qui gagne les faveurs des rois écossais. L'évêché de Whithorn est ressuscité par Fergus, roi de Galloway, et Thurstan, archevêque d'York. Les îles, sous la juridiction symbolique de Trondheim (ou parfois de York), ont leur siège épiscopal à Peel sur l'île de Man. Le Lothian n'a pas d'évêque. Leur suzerain naturel est l'évêque de Durham, et cet évêché demeura important pour le Lothian, particulièrement à travers le culte de Saint Cuthbert.

## Culture
La société écossaise étant à l'époque majoritairement gaélique, la plupart des pratiques culturelles ressemblent fortement à celles de l'Irlande, elle-même empruntées aux Pictes. Après David Ier, les rois francophones introduisent des coutumes répandues dans l'Angleterre anglo-normande, en France et en d'autres lieux. Comme dans toutes les sociétés pré-modernes, les contes sont très populaires. D.D.R. Owen, spécialiste de la littérature du Moyen Âge, écrit que des « conteurs professionnels exerçaient leurs talents de cours en cours. Certains d'entre eux étaient des Écossais d'origine, offrant sûrement de vieilles légendes celtes racontées… en gaélique quand cela était approprié, ou en français pour la plupart des nouveaux nobles ». (« Professional storytellers would ply their trade from court to court. Some of them would have been native Scots, no doubt offering legends from the ancient Celtic past performed… in Gaelic when appropriate, but in French for most of the new nobility »). Presque toutes ces histoires sont aujourd'hui perdues ou ne subsistent que vaguement dans les traditions orales gaéliques ou scots. Une forme de culture orale extrêmement bien conservée de cette période est la généalogie. Il existe des dizaines de généalogies écossaises survivants de cette période, qui couvrent tout le monde depuis les Mormaers de Lennox et de Moray, au roi d'Écosse lui-même. Les rois écossais conservent un ollamh righe, poète royal de haut rang qui avait une place permanente dans les seigneuries gaéliques médiévales, et dont la fonction est de réciter les généalogies à certaines occasions comme les couronnement.

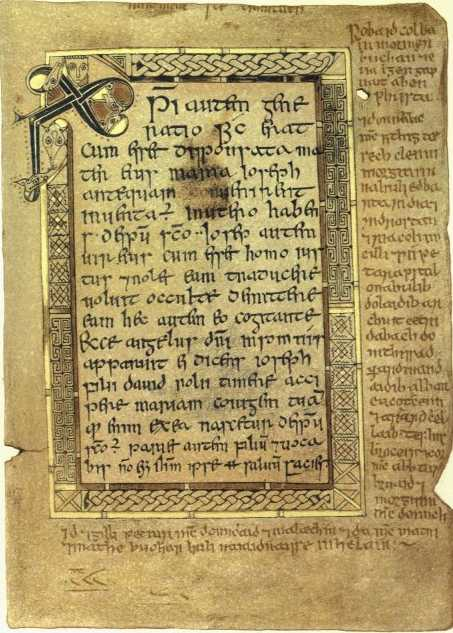
Le livre de Deer, page de l'Évangile selon Matthieu. Notez le monogramme Chi Rho dans le coin en haut à gauche. Les marges contiennent des textes gaéliques.

Avant le règne de David Ier, les Écossais disposent d'une élite littéraire florissante produisant régulièrement des textes latins et gaéliques, qui sont ensuite diffusés en Irlande et ailleurs. Dauvit Broun montre que cette élite survit dans les lowlands de l'est, à des endroits tels que Loch Leven et Brechin au XIIIe siècle. Cependant, les écrits qui parviennent jusqu'à nous sont principalement rédigés en latin, leurs auteurs traduisant fréquemment les termes vernaculaires dans cette langue, ce qui créé des difficultés aux historiens qui se retrouvent confrontés à une société gaélique déguisée sous une terminologie latine. Même les noms sont traduits dans leurs formes continentales; ainsi Gilla Brigte devient Gilbert, Áed devient Hugh, etc. En ce qui concerne la littérature écrite, il y a sans doute plus de littérature médiévale écossaise en gaélique qu'on ne le pense souvent. En Irlande, elle a presque entièrement survécu car on ne chercha pas à la faire disparaître, à la différence de l'Écosse. Thomas Owen Clancy a récemment quasiment pu prouver que le Lebor Bretnach, aussi appelé Irish Nennius, avait été rédigé en Écosse, probablement au monastère d'Abernethy. Et pourtant, ce texte ne nous est parvenu que par des manuscrits conservés en Irlande. Il en est de même pour l'œuvre du prolifique poète Gille Brighde Albanach. Vers 1218, il écrit un poème — Heading for Damietta — sur son expérience de la cinquième croisade.. Au XIIIe siècle, le français connait son essor comme langue littéraire, avec notamment le Roman de Fergus, première œuvre vernaculaire non-celtique d'origine écossaise qui existe encore. Il n'y a pas de littérature conservée en anglais à cette époque, mais on trouve des traces de littérature norroise dans les régions scandinaves telles que les Northern Isles et les Hébrides extérieures. La célèbre Orkneyinga saga cependant, bien que traitant du Comté des Orcades, a été écrite en Islande.

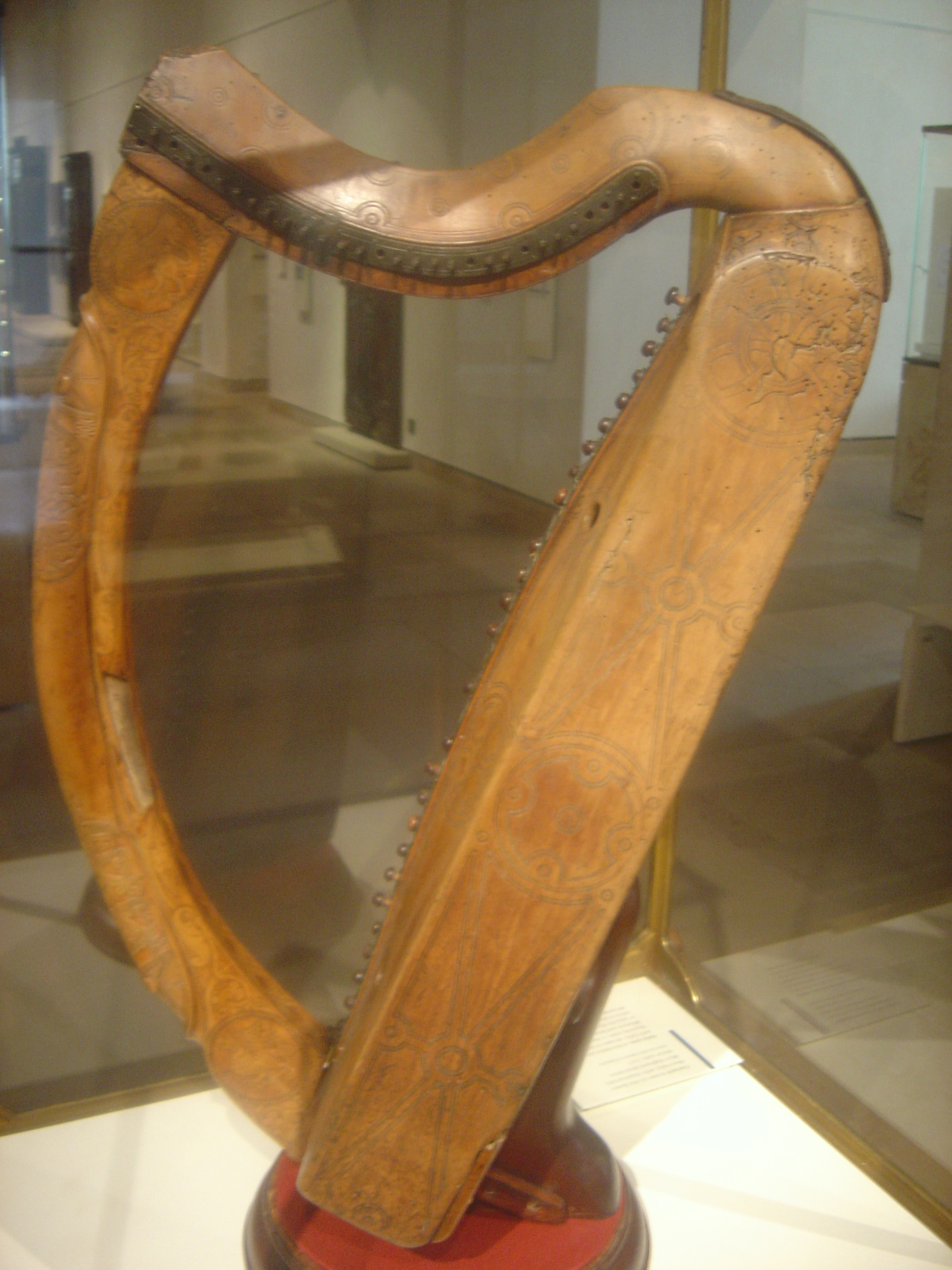
La harpe (ou clarsach) était un instrument associé à la culture médiévale écossaise. Celle-ci, désormais au Museum of Scotland, est l'une des trois seules harpes médiévales existant encore.

Au Moyen Âge, l'Écosse, peut-être plus que n'importe quel autre pays d'Europe, est renommé pour son talent musical, comme en témoigne Gerald of Wales :

« L'Écosse, de par son affinité et ses relations [avec l'Irlande], essaie d'imiter l'Irlande dans sa musique, et s'applique dans cette imitation. L'Irlande n'utilise et se délecte que de deux instruments uniquement, à savoir la harpe et les timbales [(tympanum)]. L'Écosse en utilise trois, la harpe, les timbales et le chorus [sorte de lyre]. Cependant, selon l'opinion de beaucoup, l'Écosse n'a pas seulement rattrapé l'Irlande, sa professeur, mais l'a déjà devancée et se distingue d'elle par ses compétences musicales. C'est pourquoi, les [Irlandais] se tournent désormais vers ce pays comme source principale d'inspiration. »

Les Scots médiévaux, en effet, se mettent à la harpe très sérieusement. Nous savons que, près d'un demi-siècle après l'écriture de cet extrait, le roi Alexandre III conserve un harpiste royal. Des trois harpes médiévales qui ont survécu, deux viennent d'Écosse (dans le Perthshire), et une d'Irlande. Les chanteurs (c'est-à-dire la foule) ont également une fonction royale. Par exemple, quand le roi d'Écosse traverse le territoire de Strathearn, la coutume veut qu'il soit accueilli par sept chanteuses. Quand Édouard Ier d'Angleterre approche les frontières de Strathearn à l'été 1296, il est accueilli par ces sept femmes, « qui accompagnèrent le roi tout au long de son trajet entre Gask et Ogilvie, chantant pour lui, comme le voulait la coutume de l'époque du dernier Alexandre roi des Scots ».

## L’Écosse vue de l’étranger
Les Irlandais considèrent l’Écosse comme une province. D’autres peuples la voient comme un endroit saugrenu voire barbare. Pour l'empereur Frédéric II, l’Écosse est une terre aux nombreux lacs, et pour les Arabes, une péninsule inhabitée du nord de l’Angleterre.
« Qui irait nier que les Écossais sont des Barbares ? » était une question posée par l'auteur de De expugnatione Lyxbonensi (Sur la conquête de Lisbonne). Un siècle plus tard, saint Louis aurait dit à son fils : « je préférerois qu'un Écossois vinst d'Écosse ou quelque autre lointain étranger, qui gouvernast le royaume bien et loyaument, que si tu le gouvernois mal en point et en reproches ».
Pour leurs voisins parlant français ou anglais, les Scots, et spécialement les Galwégiens, deviennent les barbares par excellence. Après le règne de David Ier, ceci n’est plus vrai pour les souverains, mais le terme barbarus est utilisé pour décrire les Écossais, aussi bien que pour beaucoup d’autres peuples d’Europe, et ce tout au long de l’époque médiévale. Cette appellation des Scots a souvent des fins politiques, et beaucoup des écrivains les plus hostiles sont situés dans des zones sujettes aux raids scots. Les récits français et anglais sur la bataille de l'Étendard font part de nombreuses atrocités commises par les Scots. Par exemple, Henri de Huntingdon, raconte qu’ils :

« ouvrirent les femmes enceintes, et y prirent les bébés non encore nés, ils jetèrent les enfants au bout de leurs lances, et décapitèrent les prêtres sur les autels : ils coupèrent la tête des crucifix, et les placèrent sur le troncs des morts au combat ; et placèrent la tête des morts sur les crucifix. Ainsi, partout où les Scots arrivèrent, ce ne fut qu’horreur et sauvagerie. »

Une image moins hostile est donnée par Guibert de Nogent lors de la Première Croisade, lorsqu’il rencontre des Scots et qu’il écrit :

« Vous auriez dû voir une foule de Scots, un peuple féroce sur leurs terres, mais peu belliqueux ailleurs, descendre de leurs terres marécageuses, avec leurs jambes nues, leurs capes à poils longs, leurs bourses pendant de leurs épaules ; leurs armes abondantes nous paraissaient ridicules, mais ils offrirent leur foi et leur dévotion en tant qu’aide. »

De bien des façons, ces écrits nous rapportent que dans le milieu culturel franc, les Scots sont perçus comme des étrangers. De plus, le fait que l’extravagance ne s’applique pas à la nouvelle élite féodale signifie qu’à la fin de la période, l’aristocrate scot est considéré comme à peine différent des aristocrates anglais ou français.
Une croyance populaire voulait que l’Écosse fut une île, ou du moins une péninsule, connue sous le nom de Scotia, Alba(nia), ou, sur la carte de Matthew Paris, appelée Scotia ultra marina. En fait, c’est de cette façon que le pays est dessiné au milieu du XIIIe siècle par Matthew Paris. Une carte italienne plus tardive applique également cette conceptualisation à l’Écosse. Le géographe arabe al-Idrisi partage cette vision. Il dit que l’Écosse est :

« Contiguë à l’île d’Angleterre et est une longue péninsule au nord de la plus grande île. Elle est inhabitée et n’a ni ville ni village. Sa longueur est de 150 miles. »

Une telle observation montre la manière avec laquelle l’Écosse, située à l’extrémité du monde, est imaginée dans le monde du Haut Moyen Âge eurasien.

## Identité nationale
Au cours de cette période, le mot Scot n’est pas le terme le plus utilisé par les Scots pour se décrire eux-mêmes. Ils n’emploient ce mot qu’uniquement pour se décrire auprès d’étrangers, pour lesquels ce mot est commun. Les Écossais s’appellent Albanach ou Gaidel. Ils utilisent un mot ethnique qui les relie à la majorité des habitants de l’Irlande. Comme rapporte l’auteur de De Situ Albanie au début du XIIIe siècle :

« Le nom Arregathel [=Argyll] signifie marge des Écossais ou Irlandais, parce que tous les Écossais et les Irlandais sont généralement appelés “Gattheli”. »

De la même manière, les habitants anglais ou ceux des zones parlant le norrois sont liés sur le plan ethnique à d’autres régions d’Europe. Par exemple, à Melrose, les gens peuvent réciter de la littérature religieuse en langue anglaise. Vers la fin du XIIe siècle, l’écrivain du Lothian Adam of Dryburgh rapporte que le Lothian est « la terre de l'Anglais au sein du royaume des Scots ».
Cependant, si l’Écosse possède de larges différences ethniques, elle possède également une certaine unité surpassant les différences gaéliques, françaises ou germaniques. À la fin de la période, le mot latin, français ou anglais Scot peut désigner tout sujet du roi d’Écosse. Les monarques scoto-normands et l’aristocratie à la fois gaélique et scoto-normande font partie de ce que les universitaires appellent la « Communauté du royaume » (Community of the Realm), dans laquelle ces différences ethniques sont largement sans importance.

### Sources
Ces références sont uniquement celles utilisées dans l'article, et ne prétendent pas constituer une bibliographie exhaustive du sujet.

#### Sources principales
- Alan Orr Anderson, Early Sources of Scottish History: AD 500–1286, 2 Vols, (Edinburgh, 1922).
- Alan Orr Anderson, Scottish Annals from English Chroniclers: AD 500–1286, (Londres, 1908), republished, Marjorie Anderson (ed.) (Stamford, 1991).
- Gerald of Wales, The History and Topography of Ireland, tr. John O’ Meary, (Londres, 1982).
- Guillaume le Clerc, Fergus of Galloway, tr. D.D.R. Owen, (London, 1991).
- Skene, William F. (ed.), Chronicles of the Picts and Scots: And Other Memorials of Scottish History, (Edinburgh, 1867).

#### Sources secondaires
- Marjorie Ogilvie Anderson, Kings and Kingship in Early Scotland, (Édimbourg, 1973).
- Bannerman, John, "MacDuff of Fife," in A. Grant & K.Stringer (eds.) Medieval Scotland: Crown, Lordship and Community, Essays Presented to G.W.S. Barrow, (Édimbourg, 1993), p. 20–38.
- Bannerman, John, “The Kings Poet”, in The Scottish Historical Review, V. LXVIII, (1989).
- Bannerman, John, Studies in the History of Dalriada, (Édimbourg, 1974).
- Barron, Evan MacLeod, The Scottish War of Independence: À Critical Study, 2d Édition, (Inverness, 1934).
- Barrow, G.W.S., The Anglo-Norman Era in Scottish History, (Oxford, 1980).
- Barrow, G.W.S., Feudal Britain, (Londres, 1956).
- Barrow, G.W.S., The Kingdom of the Scots, (Édimbourg, 2003).
- Barrow, G.W.S., Kingship and Unity: Scotland, 1000–1306, (Édimbourg. 1981).
- Barrow, G.W.S., “The Reign of William the Lion”, in Scotland and Its Neighbours In the Middle Ages, (Londres, 1992), p. 67–89.
- Barrow, G.W.S., Robert Bruce and the Community of the Realm of Scotland, Edinburgh University Press, 2005 (1re éd. 1965), 531 p. (ISBN 978-0-7486-2022-7, présentation en ligne).
- Bartlett, Robert, England under the Norman and Angevin Kings, 1075–1225, (Oxford, 2000).
- Bartlett, Robert, The Making of Europe, Conquest, Colonization and Cultural Change: 950–1350, (London, 1993).
- Broun, Dauvit, The Charters of Gaelic Scotland and Ireland in the Early and Central Middle Ages, Quiggin Pamphlet no.2., (Cambridge. 1995).
- Broun, Dauvit “Defining Scotland and the Scots Before the Wars of Independence,” in Image and Identity: the Making and Remaking of Scotland through the Ages, in. D. Broun, R. Finlay & M. Lynch (eds.), (Édimbourg 1998), p. 4–17.
- Broun, Dauvit, "Dunkeld and the origin of Scottish identity", in Innes Review 48 (1997), p. 112–124, reprinted in Spes Scotorum: Hope of Scots, eds. Broun and Clancy (1999), p. 95–111.
- Broun, Dauvit, “Gaelic Literacy in Eastern Scotland between 1124 and 1249” in Huw Pryce (ed.), Literacy in Medieval Celtic Societies, (Cambridge, 1998), p. 183–201.
- Broun, Dauvit, The Irish Identity of the Kingdom of the Scots in the Twelfth and Thirteenth Centuries, (Woodbridge 1999).
- Broun, Dauvit, "Kenneth mac Alpin", in M. Lynch (ed.) The Oxford Companion to Scottish History, (New York, 2001), p. 359.
- Broun, Dauvit, “The Seven Kingdoms in De Situ Albanie: A Record of Pictish political geography or imaginary Map of ancient Alba”, in E.J. Cowan & R. Andrew McDonald (eds.), Alba: Celtic Scotland in the Medieval Era, (Edinburgh, 2000, rev. 2005).
- Broun, Dauvit & Clancy, Thomas Owen (eds.), Spes Scottorum: Hope of the Scots, (Edinburgh, 1999).
- Broun, D., "The Welsh identity of the kingdom of Strathclyde, ca. 900–ca. 1200", in Innes Review 55 (2004), p. 111–180.
- Brown, Michael, "Earldom and Kindred: The Lennox and Its Earls, 1200–1458" in Steve Boardman and Alasdair Ross (eds.) The Exercise of Power in Medieval Scotland, c.1200–1500, (Dublin/Portland, 2003), p. 201–224.
- Clancy, Thomas Owen, "Philosopher-King: Nechtan mac Der-Ilei", in the Scottish Historical Review, 83, 2004, p. 125–149.
- Clancy, Thomas Owen, "The real St Ninian", in The Innes Review, 52 (2001).
- Clancy, Thomas Owen, “Scotland, the ‘Nennian’ recension of the Historia Brittonum, and the Lebor Bretnach”, in Simon Taylor (ed.) Kings, Clerics and Chronicles in Scotland, 500–1297, (Dublin/Portland, 2000), p. 87–107.
- Clancy, Thomas Owen (ed.), The Triumph Tree: Scotland's Earliest Poetry, 550–1350, (Edinburgh, 1998).
- Davies, R.R., The First English Empire: Power and Identity in the British Isles 1093–1343, (Oxford, 2000).
- Davies, R.R., “Peoples of Britain and Ireland: 1100–1400:1.Identities” in Transactions of the Royal Historical Society, IV, 1994.
- Driscoll, Steven, Alba: The Gaelic Kingdom of Scotland AD 800–1124, (Edinburgh, 1996).
- Dumville, David N., “Ireland and North Britain in the Earlier Middle Ages: Contexts for the Míniugud Senchasa Fher nAlban”, in Colm Ó Baoill & Nancy R. McGuire (eds.) Rannsachadh Na Gáidhlig, (Aberdeen, 2002).
- Dumville, David N., "St Cathróe of Metz and the Hagiography of Exoticism," in Irish Hagiography: Saints and Scholars, ed. John Carey et al. (Dublin, 2001), p. 172–176.
- Ferguson, William, The Identity of the Scottish Nation: An Historic Enquiry, (Edinburgh, 1998)
- Foster, Sally, Picts, Gaels and Scots: Early Historic Scotland, (London, 1996)
- Forsyth, Katherine, Language in Pictland, (Utrecht 1997)
- Forsyth, Katherine, "Scotland to 1100" in J. Wormald (ed.) Scotland: À History, (Oxford, 2005), p. 1–39.
- Gillingham, John, The Angevin Empire, (London, 1984).
- Gillingham, John, The English in the Twelfth Century: Imperialism, National Identity and Political Values, (Woodbridge, 2000).
- Grant, Alexander, "The Province of Ross and the Kingdom of Alba" in E.J. Cowan and R.Andrew McDonald (eds.) Alba: Celtic Scotland in the Medieval Era, (Edinburgh, 2000).
- Grant, Alexander, "Thanes and Thanages, from the eleventh to the Fourteenth Centuries" in in A. Grant & K.Stringer (eds.) Medieval Scotland: Crown, Lordship and Community, Essays Presented to G.W.S. Barrow, (Edinburgh, 1993), p. 39–81.
- Jackson, Kenneth H. (ed), The Gaelic Notes in the Book of Deer (The Osborn Bergin Memorial Lecture 1970), (Cambridge (1972).
- Heather, Peter, "State Formation in Europe in the First Millenium A.D.", in Barbara Crawford (ed.) Scotland in Dark Ages Europe, (Aberdeen, 1994), p. 47–70.
- Jackson, Kenneth H. "The Pictish language", in F.T. Wainwright (ed.), The Problem of the Picts, (Edinburgh, 1955), p. 129–166.
- Hudson, Benjamin T., Kings of Celtic Scotland, (Westport, 1994).
- Kelly, Fergus, Early Irish Law, (Dublin, 1998).
- Lewis, Bernard, The Muslim Discovery of Europe, (New York, 1982).
- Lynch, Michael, Scotland: À New History, (Edinburgh, 1992).
- McDonald, R. Andrew, "Old and new in the far North: Ferchar Maccintsacairt and the early earls of Ross" in Steve Boardman and Alasdair Ross (eds.) The Exercise of Power in Medieval Scotland, c.1200–1500, (Dublin/Portland, 2003).
- McDonald, R. Andrew, Outlaws of Medieval Scotland: Challenges to the Canmore Kings, 1058–1266, (East Linton, 2003).
- MacLeod, W., Divided Gaels: Gaelic Cultural Identities in Scotland and Ireland: c.1200–1650, (Oxford, 2004).
- McNeill, Peter G.B. & MacQueen, Hector L. (eds), Atlas of Scottish History to 1707, (Edinburgh, 1996).
- MacQueen, Hector, "Laws and Languages: Some Historical Notes from Scotland", vol 6.2 Electronic Journal of Comparative Law, (July 2002) *.
- MacQuarrie, Alastair, "Crusades", in M. Lynch (ed.) The Oxford Companion to Scottish History, (New York, 2001), p. 115–116.
- Murison, David D., “Linguistic Relations in Medieval Scotland,” in G.W.S. Barrow (ed.), The Scottish Tradition: Essays in Honour of Ronald Gordon Cant, (Edinburgh, 1974).
- Neville, Cynthia J., Native Lorship in Medieval Scotland: The Earldoms of Strathearn and Lennox, c. 1140–1365, (Portland/Dublin, 2005).
- Nicolaisen, W.F.H., Scottish Place-Names, (Edinburgh, 1976), 2nd ed. (2001)
- Richard Oram, "The Earls and Earldom of Mar, c1150–1300," Steve Boardman and Alasdair Ross (eds.) The Exercise of Power in Medieval Scotland, c.1200–1500, (Dublin/Portland, 2003). p. 46–66.
- Richard Oram, David: The King Who Made Scotland, (Gloucestershire, 2004).
- Richard Oram, The Lordship of Galloway, (Edinburgh, 2000).
- Owen, D.D.R., The Reign of William the Lion: Kingship and Culture, 1143–1214, (East Linton, 1997).
- Pittock, Murray G.H., Celtic Identity and the British Image, (Manchester, 1999)
- Roberts, John L., Lost Kingdoms: Celtic Scotland in the Middle Ages, (Edinburgh, 1997)
- Sellar, D.H.S. "Gaelic Laws and Institutions", (2001), in M. Lynch (ed.) The Oxford Companion to Scottish History, (New York, 2001), p. 381–382.
- Smyth, Alfred, Warlords and Holy Men, (Edinburgh, 1984).
- Snyder, Edward D., “The Wild Irish: A study of Some English Satires Against the Irish, Scots and Welsh,” in Modern Philology, Vol. 17, No. 12, (Apr., 1920), p. 687–725.
- Stringer, Keith J., "The Emergence of a Nation-State, 1100–1300", in Jenny Wormald (ed.), Scotland: À History, (Oxford, 2005), p. 38–76.
- Stringer, Keith J., “Reform Monasticism and Celtic Scotland,” in Edward J. Cowan & R. Andrew McDonald (eds.), Alba: Celtic Scotland in the Middle Ages, (East Lothian, 2000), p. 127–165.
- Taylor, Simon, "Place-names and the Early Church in Eastern Scotland", in Barbara Crawford (ed.), Scotland in Dark Age Britain, (Aberdeen, 1996), p. 93–110.
- Taylor, Simon, "Place-names and the Early Church in Eastern Scotland", in Barbara Crawford (ed.), Scotland in Dark Age Britain, (Aberdeen, 1996), p. 93–110.
- Tyson, R.E., "Population Patterns", in M. Lynch (ed.) The Oxford Companion to Scottish History, (New York, 2001), p. 487–489.
- Watson, W.J., The Celtic Place-Names of Scotland, (Édimbourg, 1926) reprinted, with an Introduction, full Watson bibliography and corrigenda by Simon Taylor (Edinburgh, 2004).
- Alex Woolf, "Dun Nechtain, Fortriu and the Geography of the Picts", (forthcoming).
- Alex Woolf, "Ungus (Onuist), son of Uurgust", in M. Lynch (ed.) The Oxford Companion to Scottish History, (New York, 2001), p. 604.
- Young, Alan, "Buchan in the 13th century" in Alexander Grant & Keith J. Stringer (eds.) Medieval Scotland: Crown, Lordship and Community Essays Presented to G.W.S Barrow, (Édimbourg, 1993).